# Oncidium sect. Concoloria
Oncidium sect. Concoloria es una sección de orquídeas epifitas perteneciente al género Oncidium. Se caracterizan por tener la base del labio  estrecha, con o sin lóbulos laterales indistintos.

## Especies
1. Oncidium brachyandrum Lindl. 1838
2. Oncidium concolor Hook. 1841 TYPE
3. Oncidium dasytyle Rchb. f. 1873
4. Oncidium disciferum Lindl. 1855
5. Oncidium endocharis Rchb. f. 1884
6. Oncidium gracile Lindley 1837
7. Oncidium graminifolium (Lindl.) Lindl. 1841
8. Oncidium hookeri Rolfe 1887
9. Oncidium loefgrenii Cogn. 1905
10. Oncidium ottonis Schltr. 1914
11. Oncidium ouricanense V.P.Castro & Campacci 1992
12. Oncidium paranaense Kraenzl. 1911
13. Oncidium raniferum Lindl. 1837